# (2816) Pien
(2816) Pien es un asteroide perteneciente al cinturón de asteroides, descubierto el 22 de septiembre de 1982 por Edward Bowell desde la Estación Anderson Mesa (condado de Coconino, cerca de Flagstaff, Arizona, Estados Unidos).

## Designación y nombre
Designado provisionalmente como 1982 SO. Fue nombrado Pien en honor al meteorólogo belga Armand Pien.